# Freisitz Moos

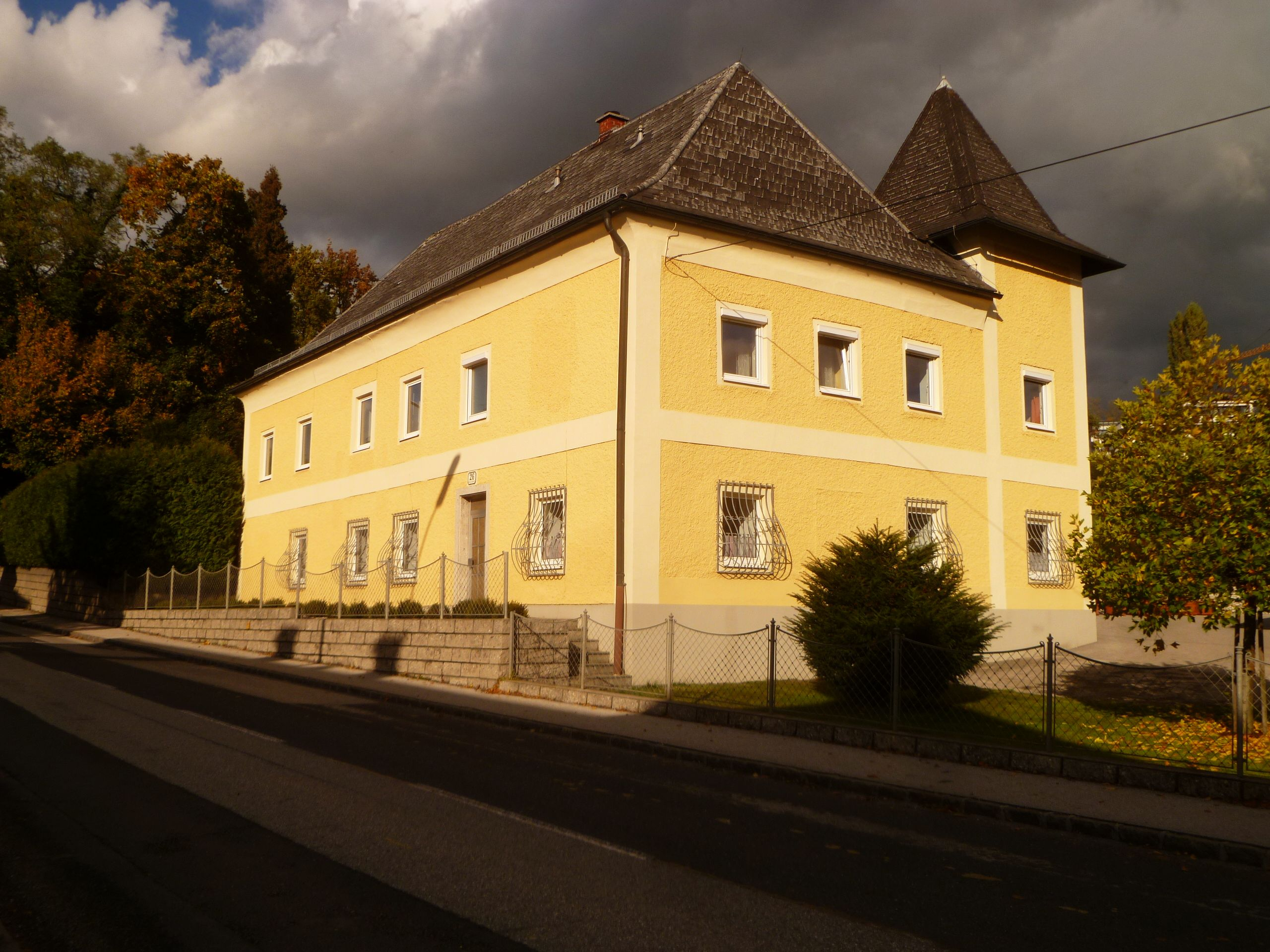
Freisitz Moos in Gmunden

Der Freisitz Moos ist ein ehemaliges Freihaus. Das Gebäude befindet sich im Ortsteil Traundorf, Georgstraße 26, in der Gemeinde Gmunden (Bezirk Gmunden) von Oberösterreich.

## Geschichte
Traundorf gehörte zur Herrschaft Ort. Urkundlich wird Traundorf erstmals 1340 erwähnt. Zwischen Traundorf und Gmunden bestanden jahrzehntelang Spannungen, da die Traundorfer die Privilegien der Stadt Gmunden missachteten. Diese konnten erst bereinigt werden, als Traundorf 1603 erstmals und 1637 endgültig in den Burgfrieden von Gmunden eingegliedert wurde. Auch der Freisitz Moos war ursprünglich nicht der städtischen Gerichtsbarkeit unterworfen und war von jeglicher Steuerleistung befreit.
Über die Erbauung vom Freisitz Moos ist nichts bekannt. Die erste Nennung erfolgte im Jahr 1607. Als erster Besitzer scheint Hans Pirhinger im Moß auf. 1642 gehörte es dem Johann Wankhammer. 1764 wird als Besitzerin Maria Anna Artstätter genannt. 1813 umfasste der Freisitz Moos „als Zugehör“ u. a. etwa sechs Joch Äcker und Wiesen, einen Fischteich, eine Hausmühle, zwei Glashäuser. Moos hat danach viele Besitzer erlebt. 1848 war es noch in der Landtafel eingetragen. In der digitalen Urmappe ist der Freisitz als Gartner im Moos eingetragen und war viele Jahrzehnte als Gärtnerei in Verwendung. Häufig wird das Areal nach späteren Besitzer-Generationen als Lechner-Gründe bezeichnet. In der Gmundner Chronik von Krackowizer (Bd. 1, S. 133) wird vermutet, dass das Areal vom Freisitz Weinberg (siehe dort) früher zum Freisitz Moos (Gartner im Moos) gehörte.
Das Gebäude hat heute einen villenartigen Charakter, ein Eckturm ist noch erhalten. Der Freisitz Moos befindet sich in Privatbesitz und kann nicht besichtigt werden.

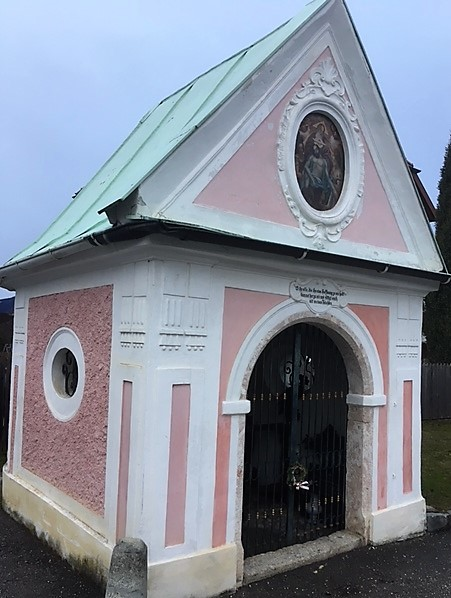
Lechnerkapelle

Die an der Ecke Brunnenweg/Moosgasse gelegene Kapelle (Brunnenwegkapelle, Lechnerkapelle) gehörte bis vor wenigen Jahren zum Gartner im Moos und damit der Familie Lechner. Über die Errichtung der Kapelle sind ebenfalls keine Daten bekannt.